# Bahattin Demircan
Bahattin Demircan (* 10. April 1956 in Izmir) ist ein ehemaliger türkischer Fußballtorhüter und heutiger -trainer.

## Sportliche Karriere

### Im Verein
Bahattin Demircan begann seine Karriere in der Saison 1975/76 bei Izmirspor. Zwei Jahre später wechselte der Torwart zu Galatasaray Istanbul. In seiner ersten Saison für die Gelb-Roten konnte Demircan den langjährigen Stammtorhüter Nihat Akbay vom Tor verdrängen. Eine Saison später wurde Demircan hinter Eser Özaltındere zweiter Torwart und kam in zwei Ligaspielen und einer Partie im UEFA-Pokal zum Einsatz.
Es folgte der Abschied von Galatasaray und er ging zu Çaykur Rizespor. Nach seiner Zeit in Rize folgten Edirnespor, Göztepe Izmir, Gaziantepspor, Kayserispor und Nişantaşıspor.
Seine aktive Karriere beendete Bahattin Demircan im Alter von 40 Jahren bei Maltepespor in der 3. Liga.

### In der Nationalmannschaft
Demircan kam bei der türkischen U-18 und U-21 zum Einsatz.

## Trainerkarriere
Bahattin Demircans erste Trainertätigkeit war in der Saison 1996/97 als Co-Trainer bei Çorluspor. Eine Saison später wurde er das erste Mal Torwarttrainer für Diyarbakırspor. 
Im November 2011 wurde Demircan Cheftrainer beim Drittligisten Eyüpspor. Dort wurde er nach sechs Wochen entlassen. In sechs Spielen gelang unter seiner Verantwortung lediglich zwei Unentschieden, die restlichen vier Spiele wurden verloren. 
Seit Oktober 2018 ist er bei Kütahyaspor als Torwarttrainer tätig.